# Andreï Kriatchkov
Andreï Dmitrievitch Kriatchkov (Андрей Дмитриевич Крячко́в), né le 24 novembre/7 décembre 1876 dans le village de Vakhrevo dans l'ouïezd de Rostov (gouvernement de Iaroslavl) et mort le 25 août 1950 à Sotchi, est un architecte russe et soviétique (ingénieur civil), enseignant, docteur en sciences techniques (1942). Il est l'auteur de plans d'une centaine d'édifices importants des grandes villes de Sibérie dont beaucoup sont inscrits aujourd'hui au patrimoine d'histoire et de la culture au niveau fédéral.

## Biographie
Andreï Kriatchkov naît en 1876 dans une famille paysanne du village de Vakhrevo (dépendant de la paroisse de Pavlov) à 26 verstes de Rostov,; et qui n'existe plus aujourd'hui, dans le gouvernement de Iaroslavl. Il perd son père à l'âge de six ans et est recueilli par son grand-père paysan qui le fait travailler tout en allant à l'école qu'il termine en 1888. Il est envoyé ensuite chez son oncle à Vyborg qui le fait travailler comme garçon de courses au bureau d'une fabrique de tabac, puis afin de se préparer au « travail de bureau », Andreï entre en 1890 au collège professionnel de Vyborg (équivalent à une Realschule) où, entre autres matières, il étudie le suédois et le finnois, langues pour lesquelles il montre de bonnes aptitudes. Il est diplômé en 1896.

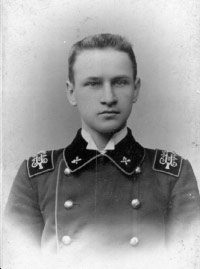
Kriatchkov étudiant à Saint-Pétersbourg.

Il entre en 1897 à l'institut du génie civil Nicolas Ier de Saint-Pétersbourg avec des stages pratiques dans la région de la Volga, en Crimée, à Vyborg, dans le Caucase (Kars, Tiflis). Il sert dans l'administration de la ville comme assistant d'architectes de renom: Nikolaï Dmitriev et Fiodor Kharlamov; pendant les trois dernières années de ses études, il reçoit une bourse d'État en échange de laquelle il doit servir ensuite pendant trois ans au département des constructions d'une capitale de province. Il est diplômé de l'institut en 1902 dans la première catégorie avec attribution du titre d'ingénieur civil et du rang (dans la table des rangs) de secrétaire de collège avec ancienneté.
Des postes qui lui sont proposés, il choisit de s'établir à Tomsk en septembre 1902 pour le département de construction de l'administration du gouvernement de Tomsk en tant qu'ingénieur civil débutant, jusqu'en novembre 1905. Il est engagé dans l'élaboration de divers devis et projets, supervisant la construction et la réparation des bâtiments gouvernementaux. En 1903, le conseil de l'Institut technologique de Tomsk nomme Kriatchkov comme professeur de conception architecturale et de dessin aux facultés de génie civil et de mécanique.
En 1903-1905, il travaille comme architecte adjoint de l'architecte du rectorat de Sibérie occidentale, Fortunat Gut. Il devient membre du Comité pour la construction des bâtiments de l'Institut technologique de Tomsk .
En novembre 1905, après le départ de Fortunat Gut pour Vladikavkaz, il est nommé architecte du district éducatif (rectorat) de Sibérie occidentale et, en même temps, architecte de l'université impériale de Tomsk et de l'institut de technologie de Tomsk, poste qu'il occupe jusqu'en mai 1911. IL supervise la construction de certains bâtiments non achevés par Gut (cliniques hospitalières, institut d'anatomie et institut de bactériologie, rehaussement de l'institut technologique, etc.). Ensuite, il travaille simultanément comme architecte à l'université de Tomsk (novembre 1905 - mai 1911), au rectorat de Sibérie occidentale (novembre 1905-1917), à l'institut de technologie de Tomsk (novembre 1905 - mai 1910, janvier 1914 - septembre 1919). En 1907, il est envoyé par l'institut pour un voyage d'étude de six mois en Allemagne, en France et en Italie.
Le 29 février 1916, il est élevé au rang (sur la table des rangs) de conseiller de cour pour longs états de service. Après la révolution d'Octobre, il reste en Russie, passant des années difficiles et perdant ses propriétés.Il reçoit le grade de professeur en 1920.
En 1924-1928, il travaille pour la commission de construction du comité révolutionnaire de Sibérie et en 1930-1936 pour le  comité exécutif de Sibérie du PCUS, tout en enseignant à l'institut de technologie de Tomsk, puis à l'institut de construction de Sibérie. À partir de 1934, il dirige le département de Novossibirsk de l'union des architectes d'URSS.
En 1937, des projets de Kriatchkov (la Maison des Soviets d'Irkoutsk, l'immeuble des cent-appartements de Novossibirsk) sont présentés à l'exposition universelle de Paris où il reçoit un grand prix et une médaille d'or.
Il meurt le 25 août 1950 alors qu'il se reposait à Sotchi au bord de la mer Noire. Il est enterré à Sotchi, mais sa tombe a disparu.

## Adresses
- Tomsk: Perspective Kirov, n° 7 (maison lui appartenant);
- Novossibirsk: rue de Léningrad, n° 111 (immeuble des professeurs de l'université d'architecture de Novossibirsk - Sibstrin),

## Réalisations

### Tomsk
- Projet de bains commerciaux de Mme Lopoukhova (1905), non réalisé;
- Construction des bâtiments des instituts de bactériologie et d'anatomie de l'université de Tomsk, d'après les plans de Fortunat Gut[7];
- Auditorium du bâtiment du département de l'hygiène de l'université de Tomsk (1907)[7];
- Pont sur la Meditchka (Elanka) (1909, bois de l'Université[7],[12];
- Clinique pédiatrique, clinique d'ophtalmologie et clinique des maladies nerveuses de l'université de Tomsk (1909; 1914-1916, chaussée de Moscou n° 2а),
- Maison particulière d'Andreï Kriatchkov (1909-1910, perspective Kirov n° 7)[13];
- Maison de la Science (1911-1912, place Solianaïa n° 4), construction par Tovy Fischel et Andreï Langer, inscrite au patrimoine architectural fédéral[14],[13];
- Bibliothèque de l'université avec Lev Chichko (1912-1914, perspective Lénine n° 34а)[7],[13];
- Agrandissement de l'école de commerce de Tomsk (polytechnique aujourd'hui) (1913-1914);
- Salle d'opération d'hôpital (1914);
- Entrepot de la maison de négoce «Gorokhov» (1914, quai de la Toma n° 27)[13], inscrit au patrimoine architectural fédéral.

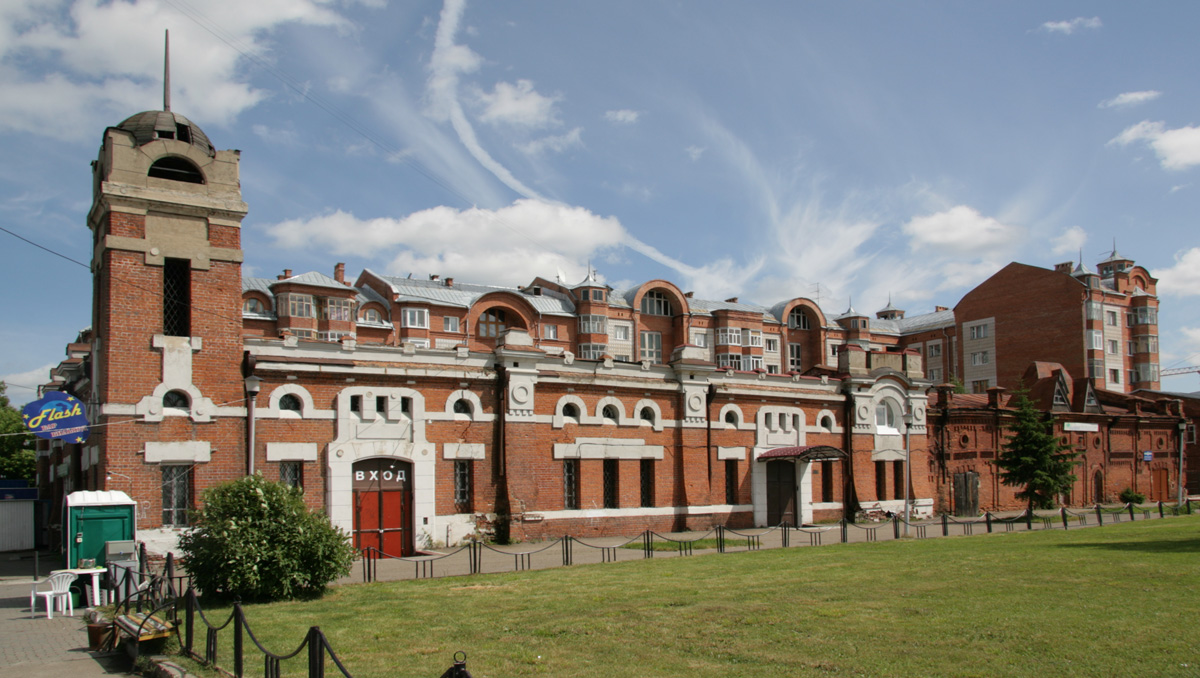
Entrepot Gorokhov
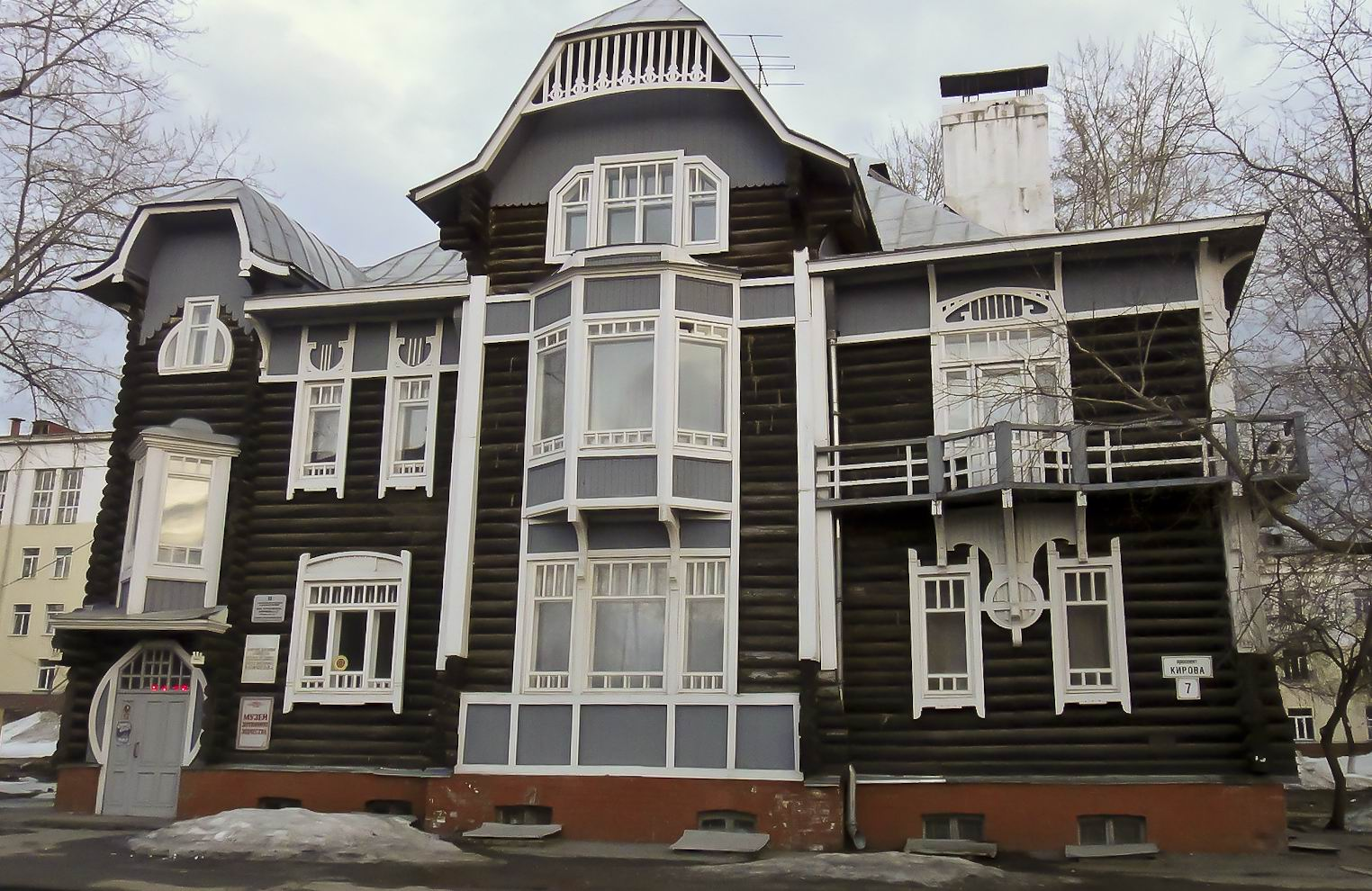
Maison particulière de Kriatchkov
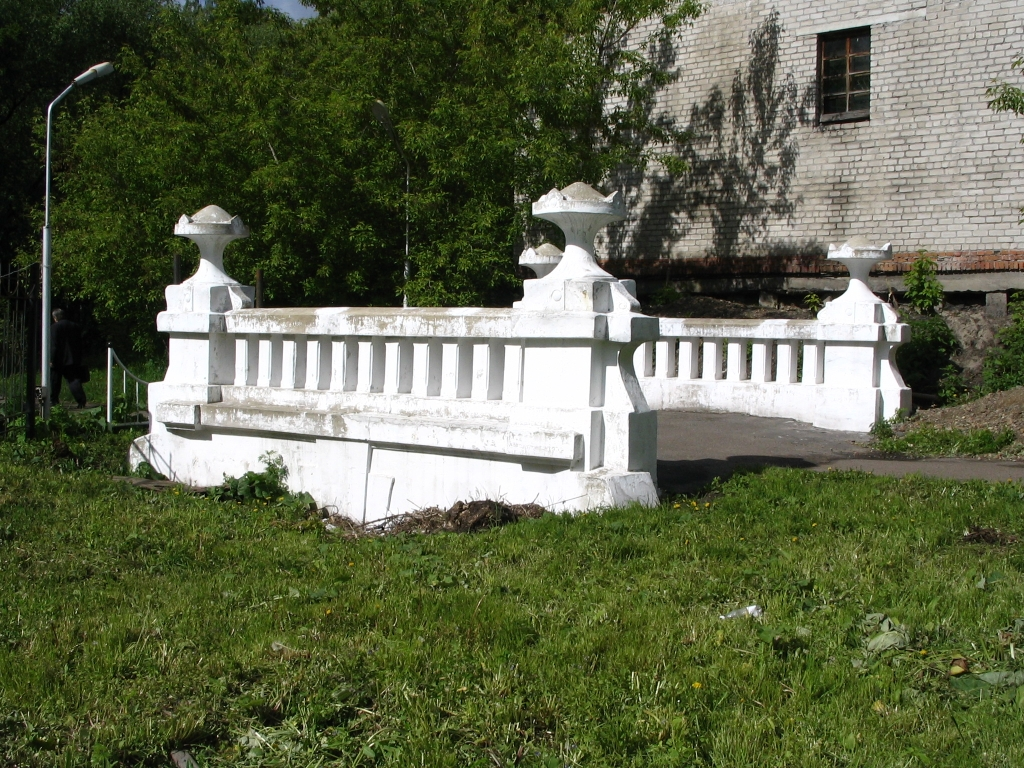
Pont du bois de l'Université
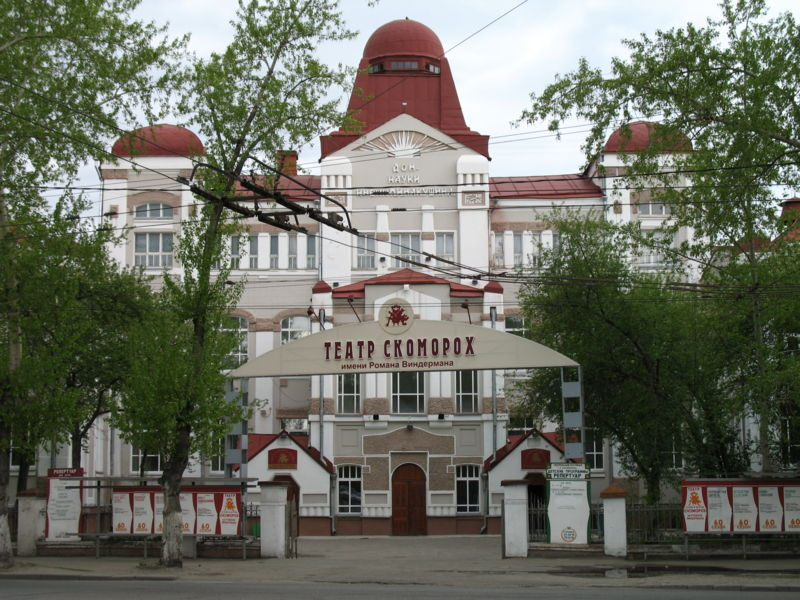
Maison de la Science

### Novonikolaïevsk - Novossibirsk
- 12 bâtiments scolaires élémentaires (1910-1912: rue de Krasnoïarsk n° 117; rue Lénine n° 22 (aujourd'hui théâtre de marionnettes de l'oblast de Novossibirsk); rue de la famille Chamine n° 34 / rue Iadrintsevskaïa n° 66; rue de Sibérie n° 54; rue Sovietskaïa n° 93; rue Iakouchev n° 21; rue Oktiabrskaïa n° 5; rue des Bolchéviques n° 45 (aujourd'hui théâtre Vieille Maison); rue Serebrennikovskaïa n° 10 (aujourd'hui école n° 12); rue 1905 n° 22);
- Bâtiment municipal du négoce (1909-1912, avenue Rouge n° 23), aujourd'hui musée régional de Novossibirsk[15];
- École technique (1911-1912, avenue Rouge n° 3), en 1928-1932 construction d'un 2e et 3e étage par Klavdi Ossipov et A.I. Bobrov aujourd'hui clinique pédiatrique;
- Assemblée du Commerce avec K.M. Loukachevski (1911-1914, rue Lénine n° 19), depuis 1932: théâtre Le Flambeau rouge. En 1935-1937, réaménagé par les architectes N.I. Bolotine, B.A. Grodeïev, K.E. Ossipov; refait en 1952 par K.E. Ossipov, restauré dans les années 1990 par A.Z. Gaïdoukov[16];
- Chapelle Saint-Nicolas (1914, avenue Rouge n° 17а). Démolie en 1930; reconstruite à l'identique en 1993 par Piotr Tchernobrovtsev: fresques (1993-1999) par le peintre Alexandre Tchernobrovtsev[17];
- Bâtiment de négoce de la manufacture de Bogorodsko-Gloukhovo (1914-1916, rue Sovietskaïa n° 33), depuis 1922 poste centrale. En 1927-1933 réaménagement et construction d'un 3e étage[18];
- Maison des Invalides de Sibérie (Maison des Officiers) (1915-1917, avenue Rouge n° 63). Kriatchkov construit deux étages et ensuite le projet est gelé. Il est poursuivi en 1925-1928 par B.M. Blajovski; construit rue Gogol — 1943-1944, architecte: P.I. Safonov; reconstruit en 1974[19]
- Cinéma Pervy Goskino («Совкино») (1924, avenue Rouge n° 15), démoli à la fin des années 1960[20];
- Sibdalgostorg (1923-1924, rue Sovietskaïa n° 31). Rehaussé d'un 3e étage en 1967 avec bâtiments de côté selon les plans de G.P. Silbermann. Aujourd'hui conservatoire Glinka de Novossibirsk[21];
- Siège des institutions d'État de Sibérie (1923-1924, avenue Rouge n° 39). Rehaussé d'un 4e étage en 1935-1937 pour l'institut du Plan selon le projet de S.M. Ignatovitch. Aujourd'hui Académie d'architecture et d'art de Novossibirsk[22];
- Siège du comité exécutif du parti communiste de Sibérie (1925-1926, avenue Rouge n° 5). Annexe rue Sverdlov par S.P. Skoblikov et V.I. Noujdine dans les années 1950. Aujourd'hui musée régional des beaux-arts[23] inscrit au patrimoine architectural fédéral[24];
- Siège du syndicat du textile (1926, rehaussé d'un 3e étage en 1930, rue Sovietskaïa n° 18);
- Sibkraïsoyouz (1926, avenue Rouge n° 29)[25];
- Immeuble d'habitation pour les employés de la Gosbank (1926-1928, rue Ouroutski n° 15), rehussé d'un 4e étage en 1932-1935[26];
- Institut technique d'agriculture (1927, à partir de 1941 bâtiment occupé par l'usine d'affinage de Novossibirsk);
- Projet de la polyclinique n° 1 (1927), non réalisé[27];
- Projet de clinique régionale (1927), non réalisé[28];
- Gosbank de Novossibirsk, projet basé sur un schèma de Moïsseï Ginzbourg (1929-1930, avenue Rouge n° 27)[29];
- Comité exécutif du kraï (1930-1932). Le projet est réalisé pour le rez-de-chaussée, puis terminé avec des transformations par Boris Gordeïev, .P. Tourgueniev et construit par Nikolaï Nikitine et I.V. Kossitsine. Aujourd'hui: gouvernement de l'oblast[30];
- Projet de concours pour la Maison de la Science et de la Culture (1930), non réalisé
- Projet de concours pour un immeuble d'habitation des travailleurs des arts (v. 1930), non réalisé[31];
- Immeuble des cent-appartements avec Vitali Maslennikov (1934-1937, avenue Rouge n° 16)[10] inscrit au patrimoine architectural de la FR[24];
- Réaménagement de l'école d'infirmiers et accoucheurs en siège de la filiale de Sibérie occidentale de l'Académie des sciences d'URSS avec N.G. Vassiliev (1943-1947, rue Frounzé, n° 11)[32]. Aujourd'hui institut de systématique et d'écologie des animaux de l'Académie des sciences de Russie.

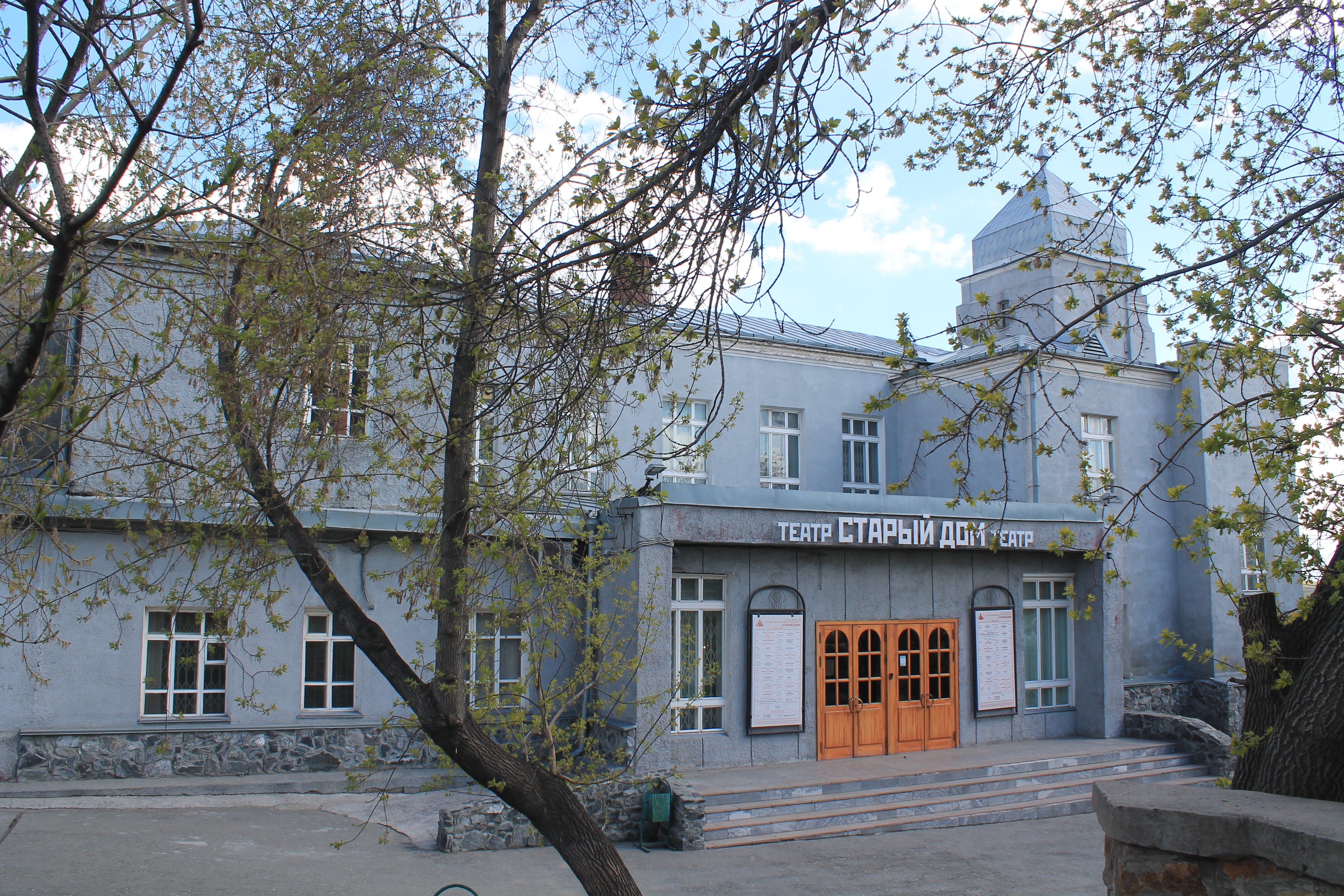
Ecole rue des Bolchéviques
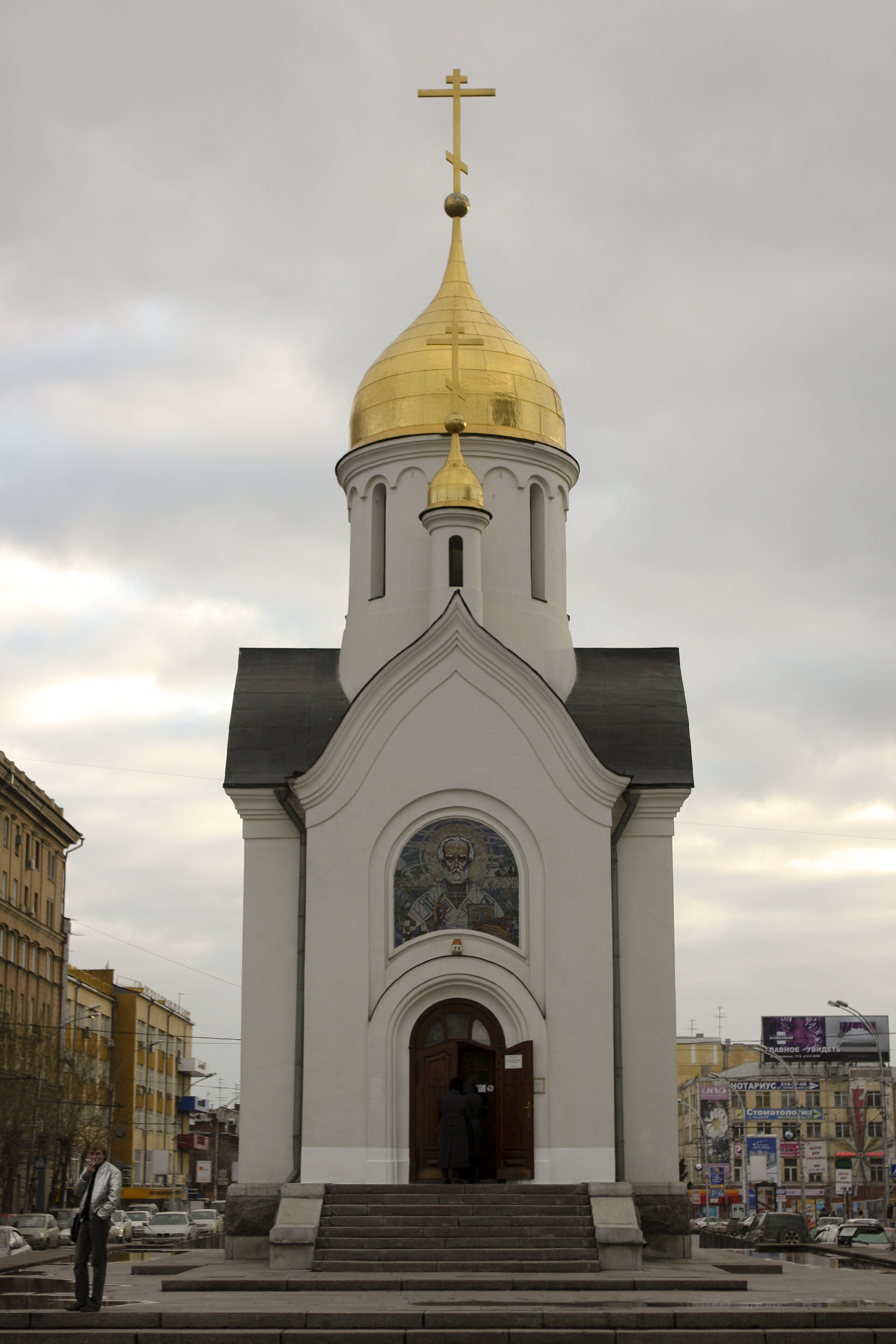
Chapelle Saint-Nicolas (reconstruite)
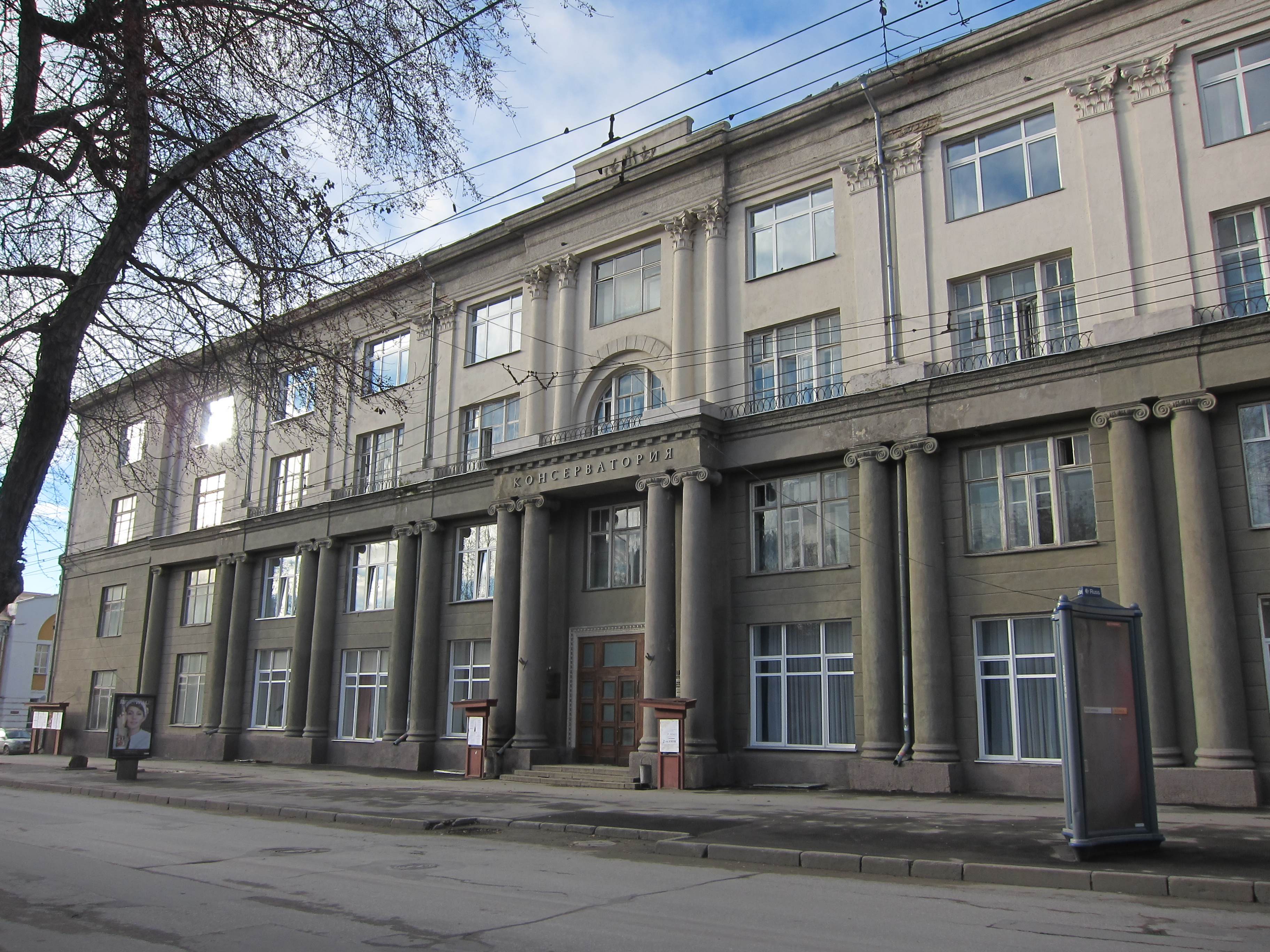
Siège du Sibdalgostorg, aujourd'hui conservatoire de Novossibirsk
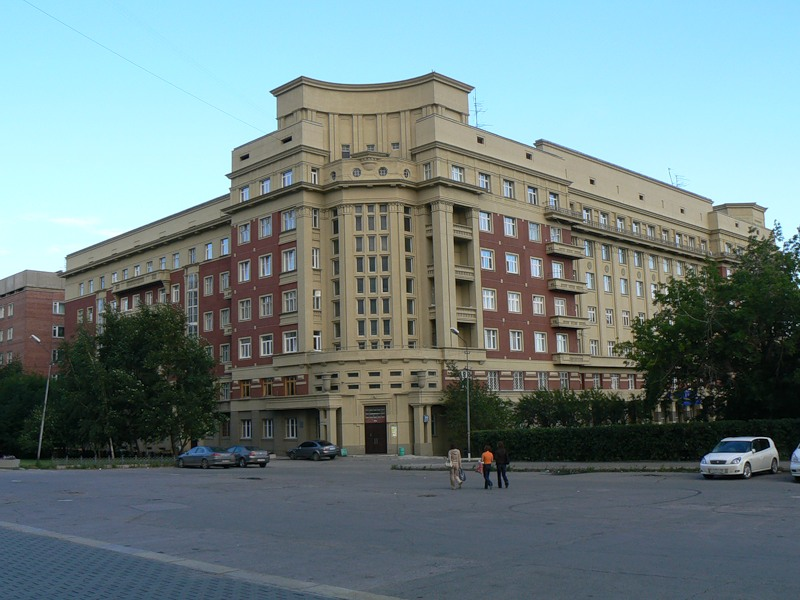
Immeuble des cent-appartements
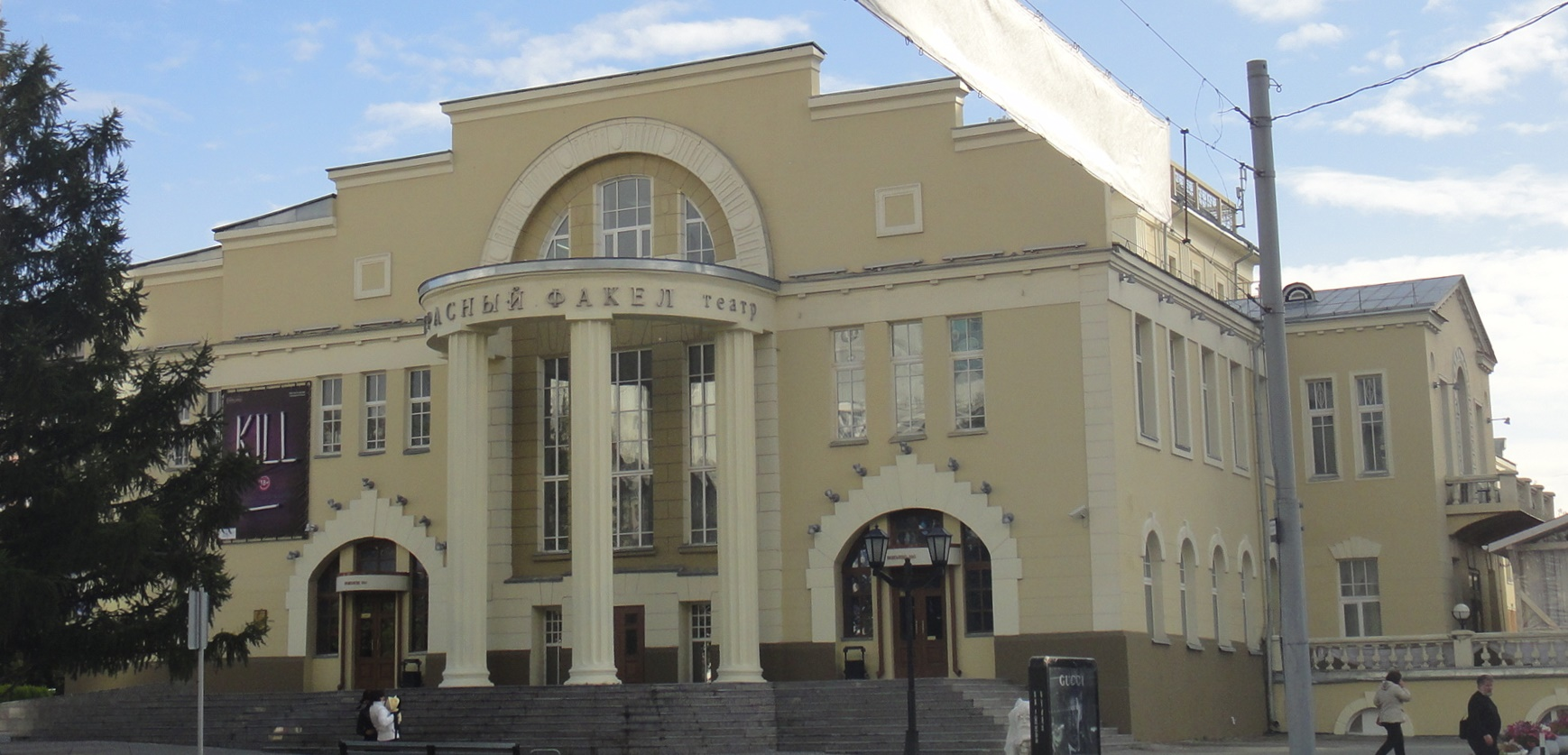
Assemblée du commerce
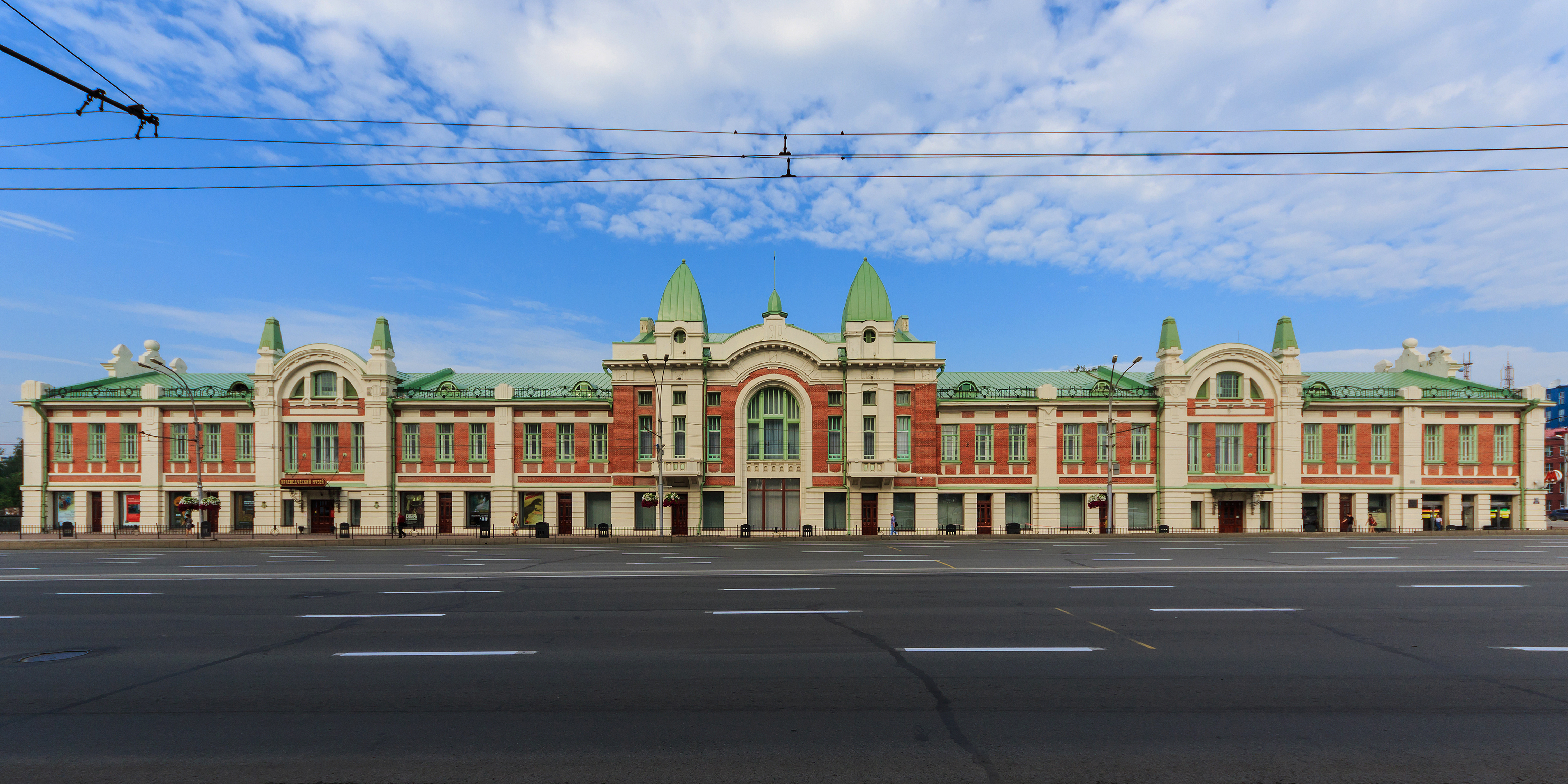
Bâtiment municipal du négoce

### Autres villes
- Projet de concours du siège de l'assemblée des marchands de Moscou (1905), non réalisé (2e prix). Remporté par Illarion Ivanov-Chits, construction en 1907-1909 (Moscou, rue Malaïa Dmitrovka, 6);
- Projet de concours du musée historique de Saint-Pétersbourg, avec Vikenti Orjechko (1908), non réalisé (4e prix);
- Projet de concours d'un théâtre de Iaroslavl, avec Orjechko (1908), non réalisé (3e prix);
- Bâtiment du négoce municipal (1909-1912, Omsk, rue Lénine, n° 3), aujourd'hui musée régional des beaux-arts Vroubel d'Omsk[33][34];
- Ecole mécanico-technique (1912, Omsk, rue de Moscou)[34];
- Immeuble de la manufacture de Tver (1912, Omsk)[34];
- Projet de concours de la maison des soviets de Verkhneoudinsk (1927), non réalisé (3e prix);
- Palais du Travail (1927, Kemerovo, rue Karbolitovskaïa, 11); inscrit au patrimoine architectural au niveau fédéral[24];
- Maison des soviets (1936-1956, Krasnoïarsk, perspective de la Paix, n° 110), la réalisation diffère du projet.
- Plan des constructions autour de la gare de Novokouznetsk, chemin de fer de Tomsk[35].

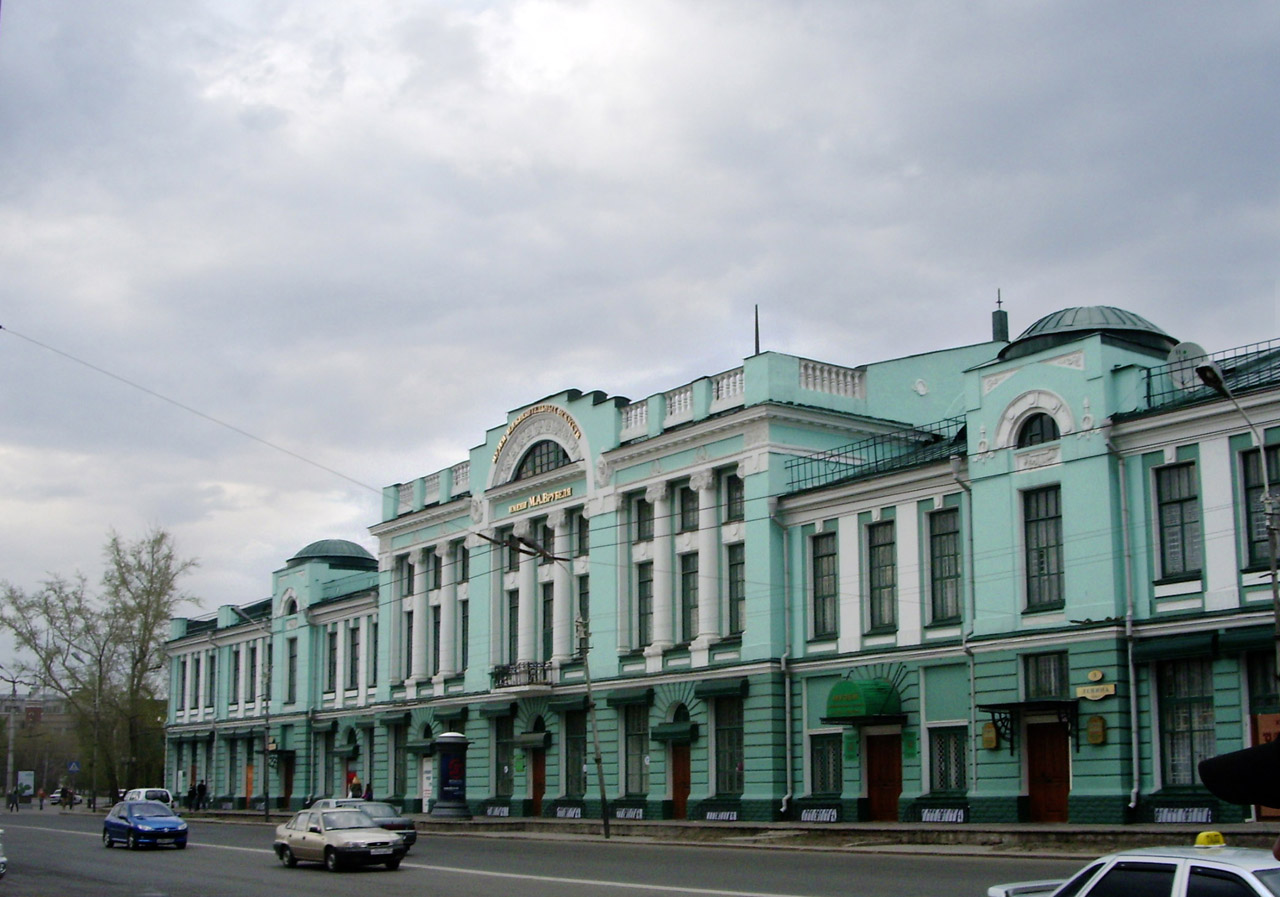
Bâtiment municipal du négoce à Omsk
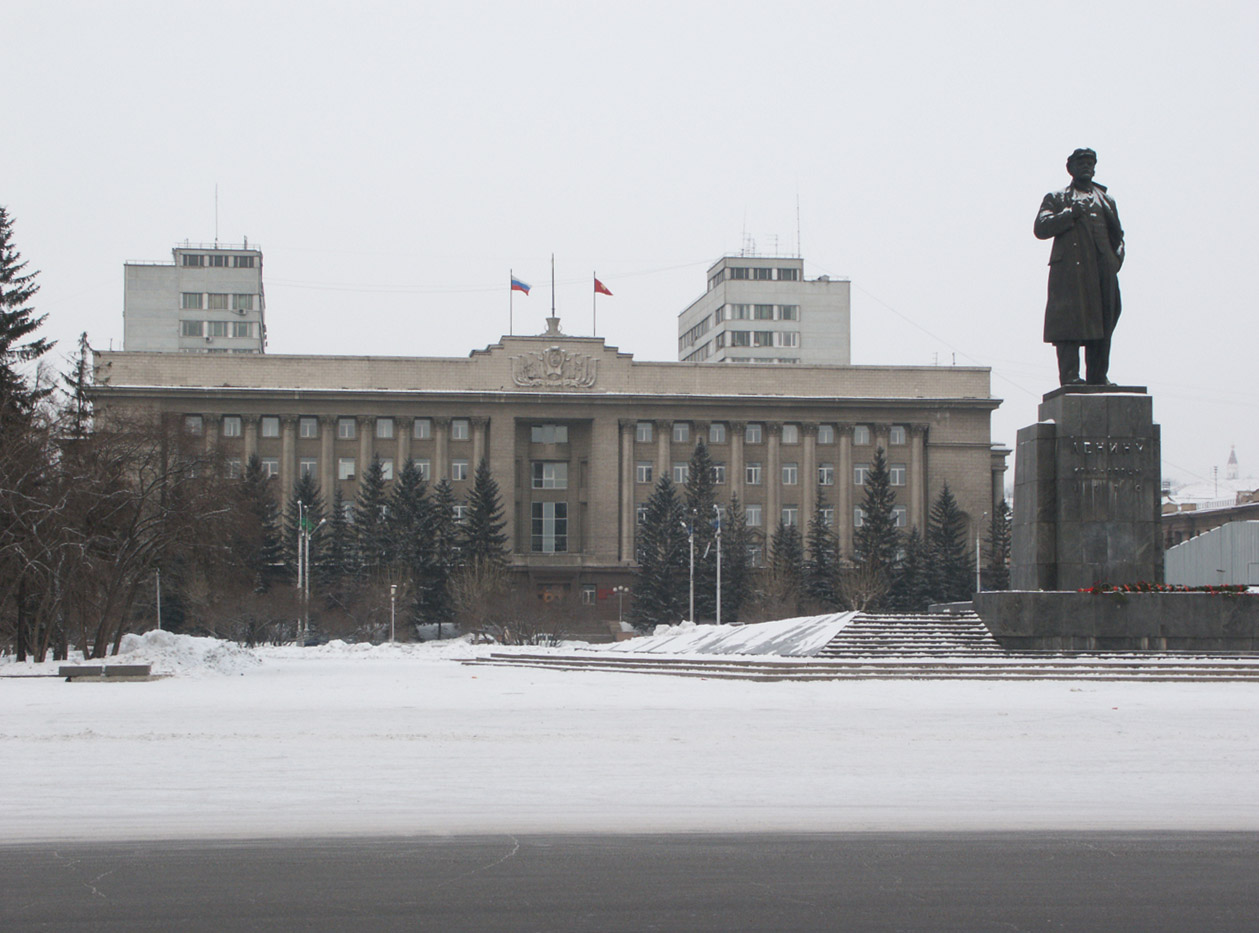
Maison des Soviets de Krasnoïarsk

## Publications de Kriatchkov
- A.D. Kriatchkov, Здания и сооружения Томского технологического института, in Известия Томского технологического института, Tomsk, 1909
- A.D. Kriatchkov, К вопросу об устройстве оснований на слабом грунте. Случай из практики, in Журнал Общества сибирских инженеров, Tomsk, 1914, n° 3, 4
- A.D. Kriatchkov, К вопросу о смешанных системах висячих стропил, lire en ligne, in Известия Томского Технологического Института [Известия ТТИ], 1918-1919, tome 41, 3e éd., pp. 1-15
- A.D. Kriatchkov, О задачах изучения искусства в Сибири, Труды съезда по организации института исследования Сибири, Tomsk, 1919
- A.D. Kriatchkov, Материалы по истории русского зодчества в Сибири (Машинопись), Tomsk, 1920
- A.D. Kriatchkov, Сибирский краевой союз кооперативов. Постройки сельпо. Планы и сметы, Novossibirsk, 1927
- A.D. Kriatchkov, Эволюция и достижения в гражданском железнодорожном строительстве, Томский Технологический Институт 1900-1925 г. (Юбилейный сборник), Tomsk, 1928, lire en ligne
- A.D; Kriatchkov, Конкурс проектов Сибирской краевой конторы госбанка в Новосибирске, Строительная промышленность, n° 4, 1929
- A.D. Kriatchkov, Бани и купальни. Проектирование. Расчет, Tomsk, КУБУЧ, 1932, 399 p.
- A.D. Kriatchkov, Материалы по истории промышленной архитектуры в Сибири (XVIII—XIX вв.), Труды Новосибирского инженерно-строительного института им. В. В. Куйбышева, Новосибирск, Новосибирское областное издательство, n° 1, 1937
- A.D. Kriatchkov, Краткий очерк возникновения Новосибирского инженерно-строительного института, Труды Новосибирского инженерно-строительного института им. В. В. Куйбышева, Новосибирск, Новосибирское областное издательство, n° 1, 1937
- A.D. Kriatchkov, Влияние климата и природы на строительство и архитектуру в Сибири (Машинопись), Новосибирск, 1945
- A.D. Kriatchkov, Архитектура городов Сибири (Машинопись), Тобольск, tome I, 1947
- A.D. Kriatchkov, Влияние климата на строительство и архитектуру Сибири, Труды Новосибирского инженерно-строительного института им. В. В. Куйбышева, Новосибирск, Новосибирское областное издательство, tome II, 1951
- A.D. Kriatchkov, Архитектура Новосибирска за 50 лет, Ежегодник Новосибирского отделения союза советских архитекторов, Новосибирск, 1951.

## Distinctions
- Ordre de Saint-Stanislas de IIe classe (1916)
- Ordre de Saint-Stanislas de IIIe classe (1909)[8];
- Ordre du Drapeau rouge du Travail (10 mars 1947)[36];
- Médaille «Pour un travail vaillant dans la Grande Guerre patriotique 1941-1945» (1949)[36];
- Travailleur émérite de la science et de la technologie de la RSFSR (1944)[36].
- Diplôme «Au meilleur travailleur de choc» (29 avril 1939)
- Insigne de l'excellent participant du concours socialiste du Commissariat du Peuple à la construction (1940)

## Famille
Il se marie le 12 septembre 1907 à Moscou avec Lioubov Vladimirovna Karpinskaïa, d'une famille d'ingénieurs civils et de géologues. Ils ont trois enfants: Vsevolod en 1908, Andreï en 1909 et Tatiana en 1911. Ils deviennent tous les trois ingénieurs-constructeurs.

## Hommages
Son portrait est réalisé en 1943 par un peintre de Novossibirsk, Nikolaï Smoline.
En novembre 2006, une exposition intitulée « Le monde de l'architecte A.D. Kriatchkov » est organisée à Novossibirsk à l'académie d'État d'art et d'architecture (НГАХА) pour le 130e anniversaire de sa naissance.
Le 28 juin 2008, une statue est élevée à Andreï kriatchkov sur la place Sverdlov devant l'immeuble des cent-appartements (sculpteur: Aram Grigorian, architecte A. Kovalenko) et un square arrangé autour de la statue qui est appelé en 2016, le square Kriatchkov.
Pour le 135e anniversaire de sa naissance, une plaque mémorielle est posée en novembre 2011 sur le bâtiment de la NGAKhA (НГАХА) avec l'inscription « Le professeur Kriatchkov Andreï Dmitrievitch (1876-1950). Fondateur de l'enseignement de l'architecture en Sibérie. »